# Kyary Pamyu Pamyu
Kiriko Takemura (竹村 桐子, Takemura Kiriko; Tanashi, 29 de janeiro de 1993), conhecida pelo seu nome artístico Kyary Pamyu Pamyu (em japonês: きゃりーぱみゅぱみゅ), é uma cantora e modelo japonesa. Sua imagem pública está associada à cultura kawaii do Japão, centrada no bairro de Harajuku, em Tóquio. A música de Kyary é produzida pelo músico Yasutaka Nakata, da dupla de música eletrônica Capsule.
Seu single de 2011, "Ponponpon" alcançou o top dez na parada musical da Oricon do Japão; os singles de 2012 "Candy Candy" e "Fashion Monster" seguiram esse sucesso. Desde então, Kyary lançou cinco álbuns: Pamyu Pamyu Revolution (2012), Nanda Collection (2013), Pika Pika Fantajin (2014), Japamyu (2018) e Candy Racer (2021).
Embora a maior parte de seu sucesso como artista tenha sido na Ásia, ela também ganhou popularidade nos países ocidentais devido em parte aos vídeos da internet que se tornaram virais. Os meios de comunicação se referiram a Kyary como uma "garota Harajuku", e ela foi fotografada para revistas como Dazed & Confused. Em 2013, ela assinou um contrato de distribuição com a Sire Records para lançar seu material nos Estados Unidos.
À data de fevereiro de 2020, Kyary Pamyu Pamyu já tinha vendido mais de 970.000 álbuns físicos e singles no Japão, de acordo com a Oricon, além de mais de 2,25 milhões de downloads de faixas de todos os seus singles.

## Biografia
Kyary Pamyu Pamyu nasceu em Tanashi (atualmente Nishitokyo), Japão, em uma família tradicional e rigorosa. Em sua autobiografia, Oh! My God!! Harajuku Girl, que seu pai a apoiava mais, embora eles também tivessem seus desentendimentos. No ensino médio, além de estabelecer um toque de recolher, também foram impostas a proibição de maquiagem e restrições ao uso de telefones celulares.

## Carreira

### 2009–2010: início de carreira
Kyary começou como blogueira de moda e depois começou sua carreira profissional como modelo para as revistas de moda de Harajuku, como Kera! e Zíper.
Seu nome artístico, "Kyari" (adquirido durante a escola por causa da grande influência da cultura ocidental e parecia "uma garota estrangeira"); mais tarde ela adicionou "Pamyu Pamyu" porque soava fofo. Ela foi inspirada a cantar por Yasutaka Nakata.

### 2011–2012:Moshi Moshi HarajukuePamyu Pamyu Revolution
Em abril de 2011 Kyary participou do evento de caridade One Snap for Love para beneficiar as vítimas do terremoto e tsunami de Tōhoku de 2011. Em julho, ela lançou seu primeiro single promocional, "Ponponpon", citando Gwen Stefani, Katy Perry e Lady Gaga como inspirações na época. O videoclipe, uma homenagem psicodélica à cultura kawaisa e decora, foi lançado no YouTube e se tornou um sucesso viral. "Ponponpon" entrou na parada Hot 100 da Billboard Japão na posição 72 em 31 de julho de 2011. Seu EP de estreia, Moshi Moshi Harajuku, foi lançado em 17 de agosto de 2011, seguido uma semana depois por sua autobiografia, Oh! My God!! Harajuku Girl.
Em 6 de dezembro de 2011, seu single "Tsukematsukeru" foi lançado digitalmente internacionalmente via iTunes. Em 9 de dezembro, Kyary Pamyu Pamyu fez sua estréia estadunidense em Culver City, Califórnia, para se apresentar em um desfile de moda e tocar duas de suas músicas, bem como sua primeira vez tocando o single. "Tsukematsukeru" foi lançado fisicamente em 11 de janeiro de 2012, que incluiu um photobook de edição especial. Teve certificação de ouro em abril de 2012. Em fevereiro e março de 2012, ela representou o Japão durante exposições de artes cênicas japonesas em Xangai e Hong Kong. Ela lançou seu segundo single, "Candy Candy" como um download digital em 14 de março de 2012. O single estreou em oitenta e nove na Billboard Japan Hot 100, e mais tarde atingiu o número dois. Foi lançado como CD single em 4 de abril de 2012 , e vendeu 9.913 cópias em sua primeira semana, estreando no número oito na parada semanal de singles da Oricon.
Seu primeiro álbum completo, Pamyu Pamyu Revolution, foi lançado em 23 de maio de 2012. Junto com o anúncio de seu segundo single em fevereiro, foi revelado que ela planejava realizar sua primeira turnê nacional em junho daquele ano. bem como o lançamento de um fã-clube oficial. A turnê começou em 2 de junho no Namba Hatch em Osaka. Ela continuou em Hiroshima, Nagoya, Sendai, Sapporo, Fukuoka e terminou em Tóquio em 29 de junho. Em julho de 2012, ela fez sua estreia na Europa ao se apresentar para 13.000 fãs na Japan Expo em Paris. Kyary Pamyu Pamyu recebeu o título de "Embaixadora Kawaii de Harajuku" em 30 de agosto de 2012 pelo prefeito de Shibuya. Após uma montagem de seus sucessos realizados em uma tela grande, ela apresentou várias músicas na frente de uma multidão após receber a honraria. No início de setembro de 2012, Kyary anunciou que estava colaborando com a marca de moda japonesa Gu para seu novo single "Fashion Monster", que recebeu uma data de lançamento em 17 de outubro de 2012. Ela também foi usada como personagem para a Gu após o anúncio. Na mesma época, Kyary Pamyu Pamyu anunciou sua primeira turnê mundial intitulada 100% KPP World Tour, que começou em fevereiro de 2013 e durou até junho. A turnê visitou os Estados Unidos, Reino Unido, França, Bélgica, Taiwan, Tailândia, Singapura, Hong Kong e seu país natal, Japão.

### 2017–18:Japamyu
Em 27 de dezembro de 2016, ela anunciou que estaria colaborando com a cantora inglesa Charli XCX na faixa solo de Yasutaka Nakata, "Crazy Crazy". A música foi lançada em 18 de janeiro de 2017, seguida em janeiro por seu single "Harajuku Iyahoi". Em abril de 2017, Kyary lançou o single "Easta". De 12 de agosto de 2017 a 1 de outubro de 2017, a Exposição de Arte Kyary Pamyu Pamyu 2011–2016 foi realizada em Taipei. Kyary também embarcou em uma turnê intitulada The Spooky Obakeyashiki: Pumpkins Strike Back em 2017. No ano seguinte, ela se apresentou em seis shows internacionais em Londres, Cologne, Berlim, Nova Iork, São Francisco e Los Angeles como The Spooky Obakeyashiki World Tour. Em uma entrevista para a Billboard Japão, Kyary afirmou que embora sua música e estilo de performance tenham mudado, ela espera "manter aquele lado 'kawaii' básico" pelo qual sua música e estilo são conhecidos. Ela lançou o single "Kimino Mikata" em 11 de abril de 2018, juntamente com um videoclipe.
Em setembro de 2018, Kyary Pamyu Pamyu lançou seu quarto álbum de estúdio Japamyu, seu primeiro álbum de estúdio em quatro anos. O álbum incluiu seu single de 2016 "Sai & Kou", bem como "Harajuku Iyahoi" e "Kimino Mikata". Kyary cantou uma nova música do álbum intitulado "Kizunami" no Music Station em 7 de setembro. Nesse mesmo ano, seu contrato com a WMG expirou.

### 2019–presente:Candy Racer
Em 20 de março de 2019, Kyary anunciou uma nova turnê, "Oto no Kuni Live Tour", que começou em 30 de março no Santuário Izumo-taisha em Shimane. Em 10 de maio, ela lançou um single digital independente "Kimi ga Iine Kuretara" como uma música de ligação ao drama japonês Mukai no Bazuru Kazoku. Em janeiro de 2020, Kyary Pamyu Pamyu foi anunciada como artista no Coachella 2020 em Indio, Califórnia. Devido à pandemia do COVID-19, a "Kamaitachi Tour" foi cancelada e os shows no exterior também foram adiados. Incapaz de se apresentar ao vivo para todos durante a situação atual, Kyary disponibilizou uma seleção com curadoria de seus shows ao vivo anteriores no YouTube de 14 de abril a 17 de maio de 2020.
Kyary lançou um single digital "Kamaitachi" em 24 de abril de 2020 com um videoclipe no mesmo dia. Em 12 de setembro de 2020, Kyary Pamyu Pamyu lançou sua nova marca de fragrâncias 'Nostalgia Syndrome'. A marca foi apoiada por uma campanha de financiamento coletivo em fevereiro de 2020 para ela, que queria transformar seu perfume favorito, azeitona perfumada, em uma fragrância. Em 18 de outubro de 2020, ela lançou, exclusivamente em sua loja, um DVD/Blu-ray de edição limitada de suas duas apresentações de Otonokuni Live Tour 2019, inspirada no teatro Kabuki. Em 31 de outubro de 2020, Kyary realizou o concerto online Kyary Pamyu Pamyu Online Halloween Live 2020  (THE FAMILY 10.31)", posteriormente disponível exclusivamente no smash. serviço de streaming, reeditado em uma imagem vertical.
Em 29 de janeiro de 2021, Kyary lançou um single digital "Gum Gum Girl" sob seu selo recém-criado KRK Lab. Em 17 de abril de 2021 foi lançado o vídeo de Kyary Pamyu Pamyu PREMIUM LIVE GREAT INVITATION realizado no Teatro Ex Roppongi em Tóquio, como serviço de vídeo gratuito GyaO! Foi revelado que será distribuído exclusivamente a partir de 30 de abril no serviço de distribuição de conteúdo da Softbank "5G LAB". As imagens ao vivo cuidadosamente selecionadas da apresentação no dia não apenas em 2D normal (Gyao!), mas também em imagens 3D de ponto de vista livre (VR Square) com um dançarino de fundo e um cenário luxuoso. Ele será entregue em várias definições, como vídeo multi-ângulo (FR Square) que pode ser visto de vários ângulos, como frontal ou lateral. Seu quinto álbum "Candy Racer" foi lançado em 27 de outubro de 2021. Em 1 de novembro de 2021, Kyary lançou uma marca de cuidados capilares baseada na ciência chamada 'Curuput'. Seu objetivo é criar um futuro onde todos, incluindo a própria Kyary, podem pintar o cabelo livremente, sem se preocupar com danos.
Em 8 de janeiro de 2022, Kyary lançou um single digital "Maybe Baby", usado como tema de abertura da série de anime Ninjala. Em 16 de janeiro de 2022 começará a turnê Kyary Pamyu Pamyu 10th Anniversary Japan Tour 2022 Candy Wave, a maior turnê da história de Kyary.

## Imagem pública
Como artista musical, Kyary Pamyu Pamyu foi reconhecida como a "Princesa do j-pop" ou "Princesa Pop de Harajuku". Seu senso de moda é objeto de muita cobertura da mídia. Kyary é frequentemente chamada de "Lady Gaga do Japão", citando seu uso semelhante da moda para atrair a atenção. Uma revisão de seu show em Londres afirmou que "[Kyary] não deveria ser musicalmente talentosa. Ela é mais do que uma imagem, ela apresenta seu senso criativo de moda como um dos principais assuntos de sua carreira, não apenas a música." Ela citou as cantoras americanas Gwen Stefani, Katy Perry e Lady Gaga como suas inspirações tanto na música quanto na moda. O senso de moda de Kyary também foi criticado. Ao ser entrevistada no Music Station da TV Asahi, ela estava usando uma fita superdimensionada na cabeça, que impedia o grupo masculino japonês Kanjani8 de vê-la, irritando os fãs do grupo por seu estilo de moda ultrajante. Mais tarde, ela afirmou que quando está sendo entrevistada na televisão, ela restringe o que está vestindo. Os fãs de Kyary, no entanto, a defenderam usando a roupa. Kyary Pamyu Pamyu cita "kawaii" (que significa "fofo" ou "fofura") como seu estilo predominante.
Seu sucesso internacional também recebeu muita atenção. Durante uma entrevista para o The Fader, Kyary foi perguntada se ela pretendia fazer música fora da Ásia, onde ela respondeu; "No começo, eu não pensava em mercados globais. Mas mesmo em japonês, minhas letras não fazem nenhum sentido e têm uma espécie de mistério, como em "Ponponpon" e "Tsukematsukeru". que o que estou fazendo em japonês é cativante para o público global de qualquer maneira." Keiichi Ishizaka, presidente e CEO da Warner Music Japan, comentou sobre sua imagem ao The Japan Times, dizendo "(Kyary) é uma pessoa que veio diretamente da cultura Harajuku de Tóquio, Muitos críticos e publicações notaram o aumento da popularidade da cultura pop japonesa fora do Japão, como sua moda e animação, e o papel de Kyary como seu embaixador global". Ishizaka acreditava que com o advento da internet, "não há diferença de tempo e distância entre os países". A Seibu Railway a homenageou dirigindo um trem na Linha Seibu Ikebukuro, parte de sua série Seibu 9000, de junho a setembro de 2016, com tema dos videoclipes da estrela pop, que também passou por sua cidade natal Nishitokyo, Tóquio.

### Na mídia
Muitos dos singles de Kyary, incluindo "Candy Candy", "Invader Invader" e "Fashion Monster" geraram milhões de visualizações no YouTube. Seu single "Furisodation" gerou uma pequena controvérsia no Japão, onde um grupo de cidadãos acreditava que o vídeo incentivava o álcool e o fumo, uma afirmação que sua gravadora negou.

## Discografia
- Moshi Moshi Harajuku (2011)
- Pamyu Pamyu Revolution (2012)
- Nanda Collection (2013)
- Pika Pika Fantajin (2014)
- KPP Best (2016)
- Japamyu (2018)
- Candy Racer (2021)

## Turnês
Nacional
- Pamyu Pamyu Revolution Tour (2012)
- Nanda Collection Tour, Kyary Pamyu Pamyu's Universal Theater (2013)
- KPP 2014 Japan Arena Tour Kyary Pamyu Pamyu no Colorful Panic Toy Box (2014)
- Crazy Party Night Japan Hall Tour (2015)
- 〜Special Dj × Live Zepp Tour 2016〜 YSTK×KPP (2016)
- KPP Japan Iyahoi Tour (2017)
- Japamyu Hall Tour 2018: Cherry Martini of Stardust (2018)

Internacional
- 100% KPP World Tour (2013)
- Nanda Collection World Tour (2014)
- 5ive YEARS MONSTER World Tour (2016)
- The Spooky Obakeyashiki World Tour (2017-18)

## Prêmios e indicações
| Premiação               | Ano  | Recipiente           | Categoria                       | Resultado | Ref.   |
| ----------------------- | ---- | -------------------- | ------------------------------- | --------- | ------ |
| Japan Record Award      | 2012 | Kyary Pamyu Pamyu    | Prêmio Especial                 | Venceu    |        |
| Japan Record Award      | 2013 | "Ninja Re Bang Bang" | Prêmio Excelente Trabalho       | Venceu    |        |
| Japan Record Award      | 2013 | Nanda Collection     | Excelente álbum                 | Venceu    |        |
| Japan Record Award      | 2014 | "Family Party"       | Grande Prêmio                   | Venceu    |        |
| Japan Record Award      | 2014 | "Family Party"       | Prêmio Excelente Trabalho       | Venceu    |        |
| Japan Record Award      | 2015 | "Mondai Girl"        | Prêmio Excelente Trabalho       | Venceu    |        |
| Japan Record Award      | 2016 | "Sai & Co"           | Prêmio Excelente Trabalho       | Venceu    |        |
| MTV Europe Music Awards | 2013 | Kyary Pamyu Pamyu    | Melhor Artista Japonês          | Indicada  |        |
| MTV Europe Music Awards | 2014 | Kyary Pamyu Pamyu    | Melhor Artista Japonês          | Indicada  | [ 56 ] |
| MTV Europe Music Awards | 2017 | Kyary Pamyu Pamyu    | Melhor Artista Japonês          | Indicada  | [ 57 ] |
| World Music Awards      | 2014 | Kyary Pamyu Pamyu    | Melhor Artista Feminina Mundial | Indicada  |        |
| World Music Awards      | 2014 | Kyary Pamyu Pamyu    | Melhor Artista Mundial Ao Vivo  | Indicada  |        |
| World Music Awards      | 2014 | Kyary Pamyu Pamyu    | Melhor Artista Mundial do Ano   | Indicada  |        |
| World Music Awards      | 2014 | Kyary Pamyu Pamyu    | Melhor Animador do Ano          | Indicada  |        |
| World Music Awards      | 2014 | Nanda Collection     | Melhor Álbum do Mundo           | Indicada  |        |